# Gerhard Lewe, der Ältere
Gerhard Lewe (* 14. Jahrhundert; † um 1384 in Aachen) war Schöffe und Bürgermeister der Reichsstadt Aachen.

## Leben und Wirken
Gerhard Lewe trat erstmals urkundlich in Erscheinung, als er 1364 in den Stadtrat gewählt wurde. Im Jahr 1374 wurde er in das Schöffenkollegium aufgenommen und schließlich 1380 und 1383 als Schöffenbürgermeister der Freien Reichsstadt Aachen gewählt.
In seiner letzten Amtszeit stand Gerhard Lewe zusammen mit seinem Bürgermeisterkollegen Johann von Pont sowie den abgestandenen Bürgermeistern Reinhard van Moirke, dem Älteren und Heinrich van der Linden den städtischen Truppen vor, die mit den verbündeten Truppen der Stadt Köln, des Erzbischofs von Köln Friedrich III. von Saarwerden und des Herzogs Wilhelm II. von Jülich und Geldern infolge eines Beschlusses des Landfriedensbündnisses Maas-Rhein zu den Belagerern von Schloss Dyck gehörten. Diese warfen Gerhard von Dyck Raubrittertum vor, und die verbündeten Truppen zwangen ihn nach der erfolgreichen Einnahme seines Schlosses, die damalige Hochburg zu zerstören.
Gerhard Lewe war verheiratet mit Jutta Colyn, mit der er vier Kinder hatte, darunter den späteren gleichnamigen Bürgermeister Gerhard Lewe, den Jüngeren.